# Escritorio de Luis XV

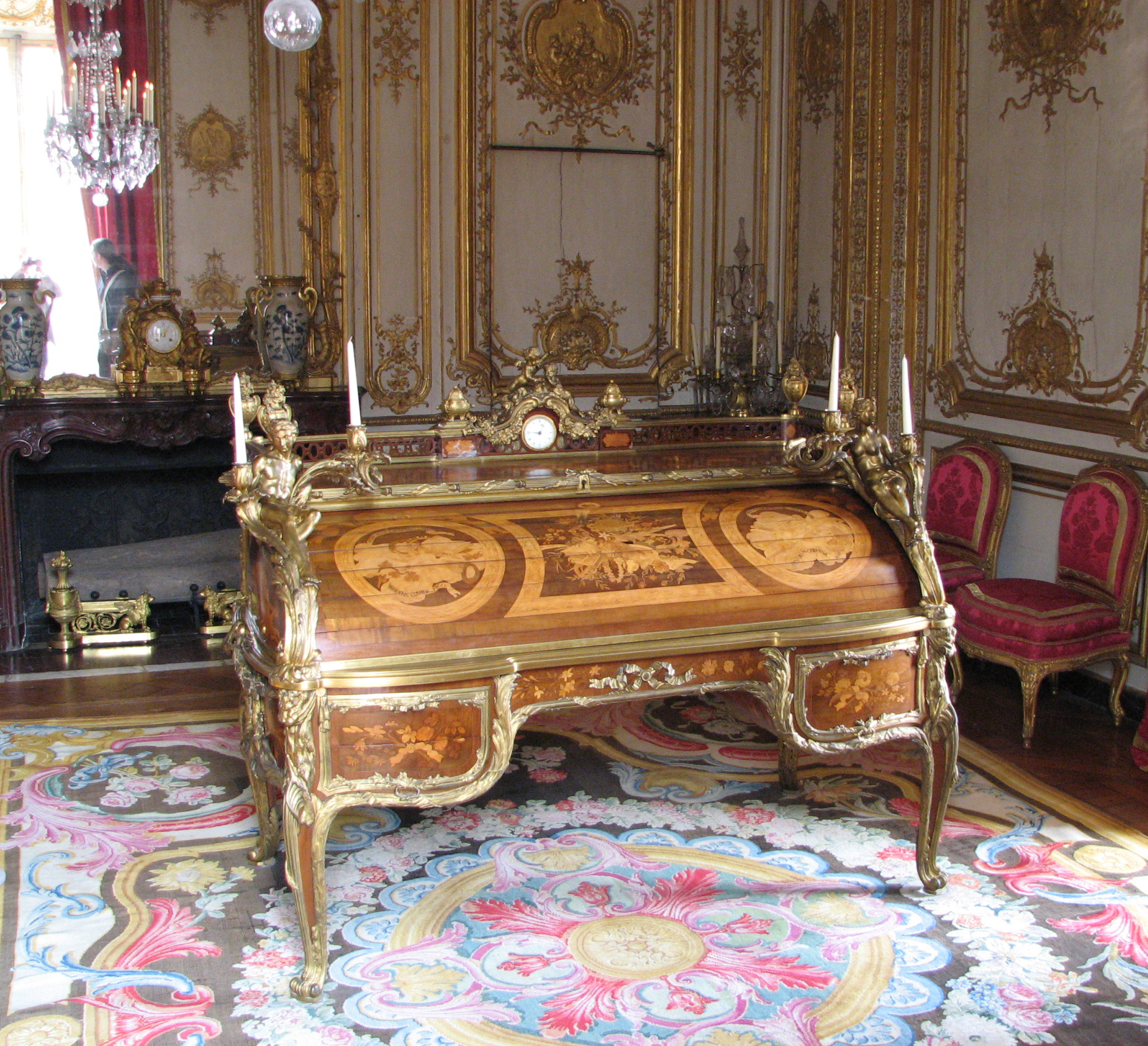
Escritorio de Luis XV en el Cabinet intérieur du roi.

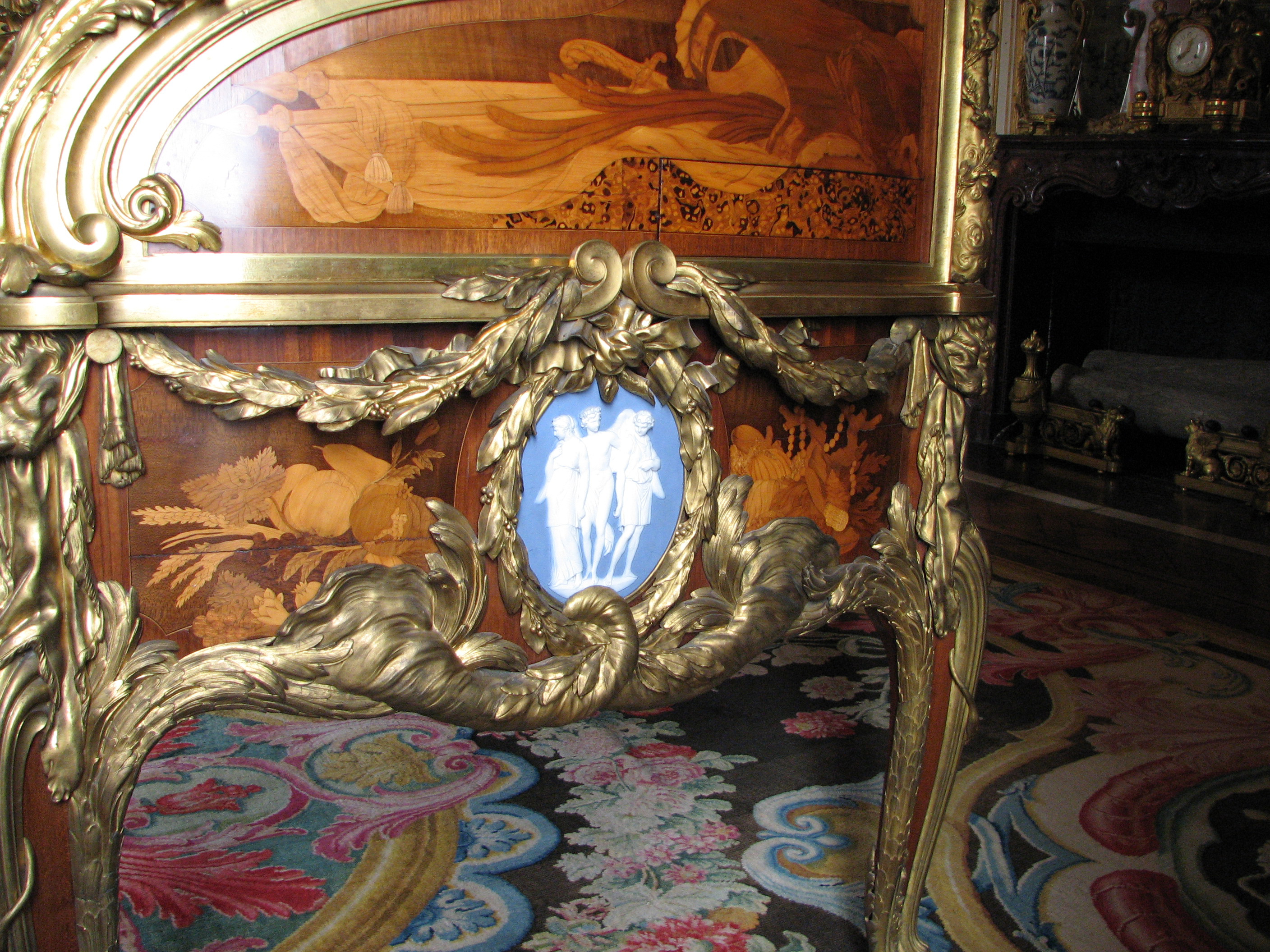
Detalle del medallón.

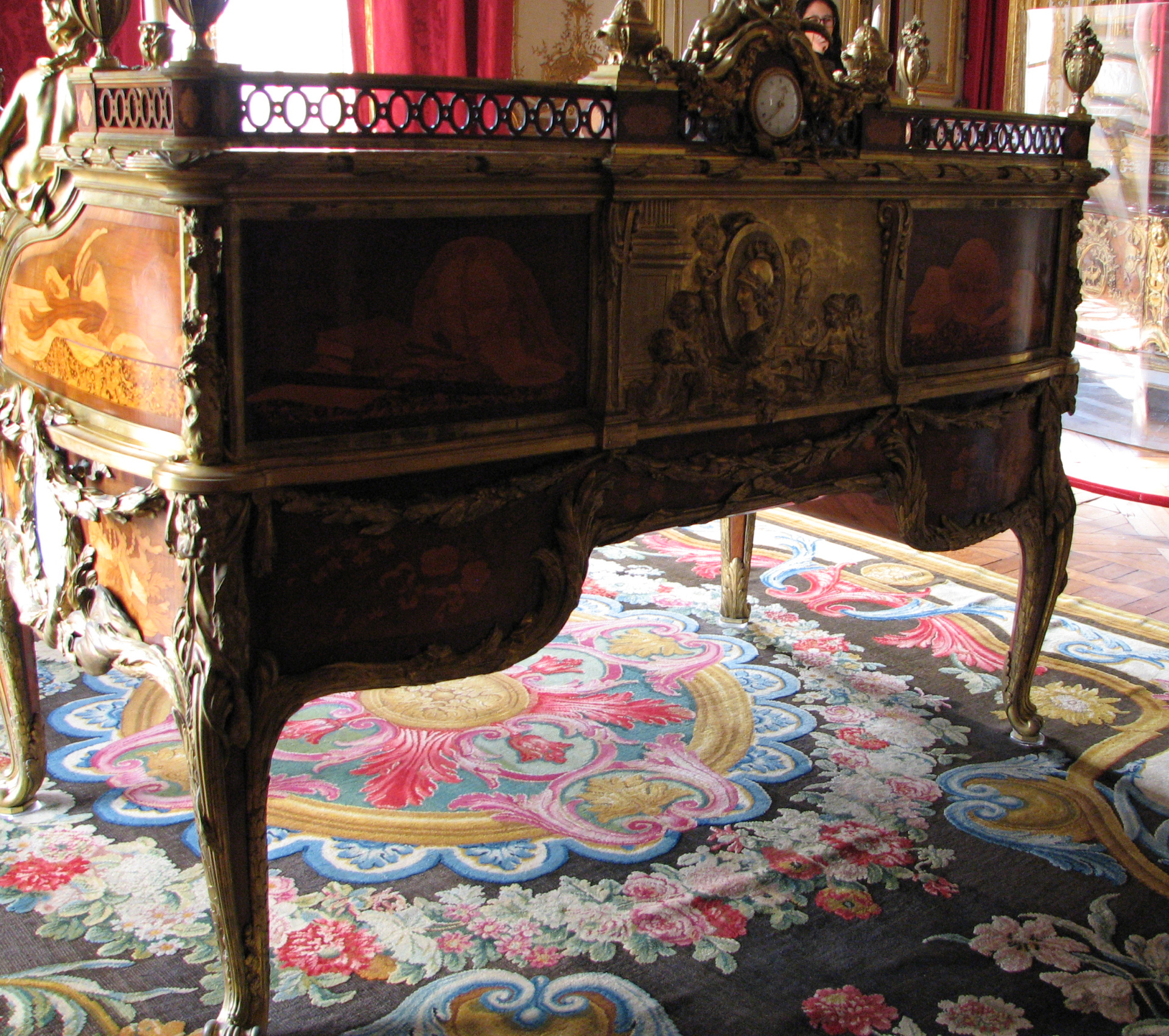
Vista posterior.

El escritorio de Luis XV, más conocido bajo el nombre de escritorio del Rey, es un escritorio con tapa cilíndrica ricamente ornamentado fabricado para Luis XV de Francia en los años 1760. Comenzada por Jean-François Oeben y terminada por Jean-Henri Riesener, ambos ebanistas del rey, este escritorio es una de las realizaciones más célebres de la historia del mobiliario francés. Se encuentra en el gabinete interior del Rey, una de las piezas del Pequeño apartamento del Rey del palacio de Versalles.